# Antonín Tlusťák
Antonín Tlusťák (* 7. března 1982 Gottwaldov) je český automobilový závodník, vicemistr Evropy 2010, podnikatel a pronajímatel závodních vozů.

## Životopis
Tlusťák začal svoji motoristickou kariéru v roce 1995 a zpočátku jezdil v motokárových soutěžích. V roce 2000 debutoval v rally. Ze začátku jezdil s vozem Honda Civic VTi v MČR, a to do roku 2004, kdy přešel na Citroën Saxo Kit Car. V roce 2006 začal závodit v ME. Ten rok získal prvních 5 bodů za 8. místo v Rally Bulgaria a 5. místo v Rallye d Antibes.
V roce 2008 Tlusťák změnil vůz a vybral si Citroën C2 S1600. V říjnu 2008 debutoval ve WRC. Navigoval jej Jan Škaloud a obsadil 48. místo na Tour de Corse. V roce 2010 začal závodit s vozem Škoda Fabia S2000. V sezóně 2010 se stal vicemistrem ERC. Získal 140 bodů a prohrál 55 proti Italovi Lucovi Rossettimu, bývalému továrnímu jezdci týmu Abarth (Fiat). V rámci ERC nevyhrál žádnou rally, ale pětkrát stál na stupních vítězů – byl druhý na Barum rally, Rally Pricnípe de Austurias a Elpa Rally a třetí na Rally d Antibes a Rallye du Valais.
V sezóně 2011 obsadil Tlusťák třetí místo v ERC. Byl na stupních vítězů čtyřikrát. Byl třetí na Rally Madeira a Ypres rally, druhý na Rally Princípe Asturias a také vyhrál Rally Valais.
V současnosti převážně pronajímá závodní vozy v ČR a SR a stará se o posádky po celý víkend.
Je fanouškem stáje Mercedes GP ve formuli 1.
V lednu 2024 byl nepravomocně odsouzen Krajským soudem ve Zlíně na 5,5 roku. Měl se dopouštět krácení daní.

## Výsledky

### Výsledky ve WRC
| Rok  | Tým             | Vůz              | 1   | 2   | 3   | 4   | 5   | 6   | 7   | 8   | 9   | 10  | 11  | 12  | 13     | 14  | 15  | Umístění | Body |
| ---- | --------------- | ---------------- | --- | --- | --- | --- | --- | --- | --- | --- | --- | --- | --- | --- | ------ | --- | --- | -------- | ---- |
| 2008 | Antonín Tlusťák | Citroën C2 S1600 | MON | SWE | MEX | ARG | JOR | ITA | GRE | TUR | FIN | GER | NZL | ESP | FRA 48 | JPN | GBR | NC       | 0    |